# Air Busan Flight 391
Air Busan Flight BX-391 var en planerad reguljärflygning mellan Gimhae International Airport i Busan i Sydkorea och Hongkongs internationella flygplats i Hong Kong med bolaget Air Busan som skulle ha ägt rum den 28 januari 2025. Ombord flygplanet av typen Airbus A321 fanns 169 passagerare och sju besättningsmedlemmar. Flygplanet var i färd med att börja taxa ut från gaten när en stor eldsvåda av oklar anledning tog fart längst bak i kabinen.
Flygplanet evakuerades omedelbart på taxibanan. Sju personer skadades under evakueringen. Videoklipp från evakueringen har spridit sig i medier efter händelsen. Bilder spreds även på den nerbrända interiören. Ungefär 75 minuter efter att branden utbröt uppgav flygplatsens räddningstjänst att den var att betrakta som släckt. Flygplanet blev dock totalförstört och kommer att skrivas av och skrotas.
Sydkoreas transportminister uttalade via en presskonferens att en utredning påbörjats omgående, samtidigt som han uttryckte sitt beröm för de brandmän som bekämpade lågorna och sin tacksamhet för att alla klarade sig levande ur vraket. Den 30 januari 2025 fanns ingen som helst indikation vad som kan ha orsakat branden. Däremot hade sabotage i stort sett uteslutits då inga explosiva ämnen hittats i det inledande skedet av utredningen.
Den 29 januari 2025 rapporterades att den franska haverikommissionen BEA deltar i utredningen, eftersom flygplanet är fransktillverkat. Flygplanet var strax över 17 år gammalt och levererades nytt till Asiana Airlines. 2017 leasades det till dotterbolaget Air Busan.